# Rotació Terrell

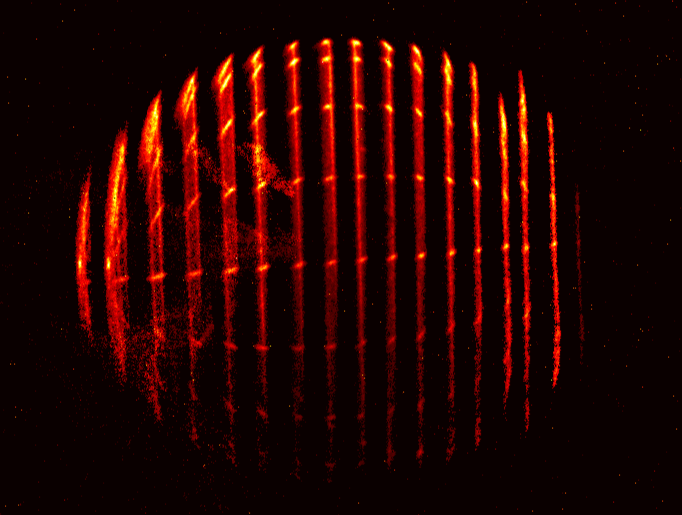
Visualització experimental de l'efecte Terrell mitjançant la forma de pols de femtosegons i una càmera intensificada amb tancament.

La rotació Terrell o l'efecte Terrell és la distorsió visual que semblaria patir un objecte que passa, segons la teoria especial de la relativitat, si viatgés a una fracció significativa de la velocitat de la llum. Aquest comportament va ser discutit per primera vegada pel físic austríac Anton Lampa el 1924, i desenvolupat de manera independent tant per Roger Penrose com per Nelson James Terrell el 1959. A causa d'una disputa primerenca sobre la prioritat i l'atribució correcta, l'efecte també es coneix com a efecte Penrose–Terrell, efecte Terrell–Penrose o efecte Lampa–Terrell–Penrose.

## Història
El fenomen va ser observat l'any 1924 per Anton Lampa, però va ser passat per alt fins al seu redescobriment per Penrose i Terrell. L'article de Roger Penrose sobre l'efecte es va presentar el 29 de juliol de 1958 i es va publicar el gener de 1959. L'article de James Terrell va ser enviat el 22 de juny de 1959 i publicat el 15 de novembre de 1959. Penrose va desenvolupar específicament el cas d'una esfera.
Els articles de Terrell i Penrose van provocar una sèrie de treballs de seguiment, principalment a l'American Journal of Physics, explorant les conseqüències d'aquesta correcció. Aquests articles van assenyalar que algunes discussions existents sobre la relativitat especial eren defectuoses i "explicaven" efectes que la teoria en realitat no va predir; tot i que aquests articles no van canviar de cap manera l'estructura matemàtica real de la relativitat especial, van corregir una idea errònia sobre les prediccions de la teoria.
Aquest fenomen va ser popularitzat per Victor Weisskopf en un article de Physics Today l'any 1960.
El 2017, l'astrònom Avi Loeb va suggerir que l'efecte Terrell podria tenir aplicacions per mesurar les masses dels exoplanetes.
L'efecte va ser demostrat experimentalment el 2024 per Peter Schattschneider i el seu grup de TU Wien.

## Descripció
Per simetria, equival a l'aspecte visual de l'objecte en repòs tal com el veu un observador en moviment. Com que les transformacions de Lorentz no depenen de l'acceleració, l'aspecte visual de l'objecte depèn només de la velocitat instantània, i no de l'acceleració de l'observador.

Comparació de la contracció de longitud mesurada d'un cub amb el seu aspecte visual. La vista és des de la part frontal del cub a una distància quatre vegades la longitud dels costats del cub, tres quarts de la distància de baix a dalt, tal com es projecta sobre una pantalla vertical (de manera que les línies verticals del cub poden ser inicialment paral·leles).

Els articles de Terrell i Penrose van assenyalar que encara que la relativitat especial semblava descriure una "contracció observada" en objectes en moviment, aquestes "observacions" interpretades no s'havien de confondre amb les prediccions literals de la teoria per a l'aparença visible d'un objecte en moviment. Gràcies als efectes diferencials de retard en els senyals que arriben a l'observador des de les diferents parts de l'objecte, un objecte en retrocés semblaria contret, un objecte que s'acostaria semblaria allargat (fins i tot sota la relativitat especial) i la geometria d'un objecte que passa semblaria esbiaixada, com girada. Per Penrose: "la llum de la part posterior arriba a l'observador des de darrere de l'esfera, cosa que pot fer ja que l'esfera es mou contínuament fora del seu camí". 

Un globus, que es mou a diverses velocitats cap a la dreta, s'observa des de tres diàmetres de distància del seu punt més proper a la superfície (marcat per una creu vermella). La imatge de l'esquerra mostra la forma mesurada, contractada per Lorentz, del globus. La imatge de la dreta mostra l'aspecte visual del globus.

Per a les imatges d'objectes que passen, la contracció aparent de les distàncies entre els punts de la superfície transversal de l'objecte es podria interpretar com a deguda a un canvi aparent en l'angle de visió, i la imatge de l'objecte es podria interpretar com semblant en lloc de girar-se. Una descripció anteriorment popular de les prediccions de la relativitat especial, en què un observador veu un objecte que passa per ser contret (per exemple, d'una esfera a un el·lipsoide aplanat), era incorrecta. Una esfera manté el seu contorn circular ja que, a mesura que l'esfera es mou, la llum de més punts de l'el·lipsoide contractat per Lorentz triga més a arribar a l'ull. 

## Simulació
Es pot veure una representació de l'efecte Terrell al simulador de física A Slower Speed of Light, publicat per l'Institut Tecnològic de Massachusetts (MIT).